# Nacionalni letalski prevoznik
Nacionalni letalski prevoznik (ang. flag carrier) je letalska družba suverene države ali več držav, ki uživa posebne prednostne pravice in podporo vlade za mednarodne lete, ključna je predvsem za manjše države z omejenim trgom.  Nacionalni prevoznik zagotavlja povezljivost s svetom, male države brez nacionalnega prevoznika veljajo za investicijsko nevarne. Običajno imajo nacionalni prevozniki monopolni položaj na domačem trgu.
Nacionalni letalski prevoznik je redni linijski letalski prevoznik z večinskim državnim deležem, ki je kot monopolist ali vodilni na trgu v svoji matični državi najpomembnejši instrument za uveljavljanje nacionalne politike zračnega prometa. Na njegovo korporativno politiko vpliva tudi državni paternalizem. Njegovo sposobnost preživetja pogosteje zagotavlja nacionalna zaščita in subvencije prometnega prava ter uveljavljanje nacionalnih interesov kot tržna konkurenčnost. Nacionalni prevozniki so običajno v lasti matične države ali več držav in so del nacionalne indetifitete države. 

## Prednosti in slabosti

### Prednosti
- povečanje BDP države: zaradi dotoka tujega investicijskega kapitala v gospodarske družbe in nepremičnine ter turizem (hoteli, apartmaji, rentacar, prestižne restavracije, trgovine, katering, naftni trgovci, vzdrževanje letal) nekdo, ki ima namen vlagati ne bo vlagal v državo, ki nima redne linije s poslovnim razredom s svojim prevoznikom
- zagotavljanje povezljivosti s svetom: osnovni pogoj za vlaganje tujih podjetji oz. investitirejev v državo, da ima nacionalnega prevoznika, ki drži redno linijo do njihove države, da lahko v vsakem trenutku obiščejo svojo investicijo s tem se zagotavlja povezljivost kapitala z ostalim svetom
- privablja ekonomsko in kulturno močnejši sloj: osnovni pogoj za sodelovanje z intelektualci in poslovneži, ki zahtevajo zanesljivo linijsko povezavo celotno leto, ko potujejo poslovno oz. privatno in morejo priti na cilj, tega niskocenovni prevozniki ne nudijo
- zanesljivost in točnost letov: najvišja časovna točnost letov v primerjavi z drugimi družbami, saj je ceneje leteti hitreje in trošiti več goriva ter plačati dražje kvalitetnejše handlerje na letališčih kot pa kriti zamujene transferje potnikom, tako letijo samo nacionalni prevozniki; drži zračni most tudi v najslabših vremenskih meglenih razmerah (LVO CAT III B), ko drugi prevozniki ne morejo leteti
- lažji zagon medkontinentalnih linij in nakup velikih dragih letal: zaradi poroštva države je lažje vzspostaviti dobičkonosne medkontinentalne lete z dražjimi letali (Airbus A321 XLR, Airbus A330, Airbus A350, Boeing 777, Boeing 787), ki ciljajo predvsem na tuje tržišče in se polnijo iz inozemskih destinaciji in prevažajo turiste v državo prevoznika, ter s tem rešujejo likvidnost prevoznika na kratkih nedobičkonosnih letih po EU
- zračni most države: za ljudi, pošto, zdravila, zaščitno opremo in tovor ter prevoz nevarnega blaga, lahko zagotavlja tudi prevoz organov za presaditev, hrptenica inozemskega turizma
- ohranjanje vezi z izseljenci in manjšinami v tujini: možnost vzdrževanja stikov državnih manšin pol miljona izseljenih slovencev z domovino v drugih državah in kontinentih (ZDA, Kanada, Kitajska, Italija, Švedska, Švica, Francija, Belgija, Anglija, Nemčija) in ohranjanje nacionalnih interesov
- promocija države in indentifiteta narodne blagovne znamke ter promocija nacionalne kulinarike
- krepitev letalske in tehnične kulture v državi: veliki zgled in popularnost letalskih poklicev mladim fantom in dekletom ter zanimanje za zdrav športen način življenja ter boljši učni uspeh učencev v šolah, ki se zanimajo za letalske poklice
- demografski prirast v državi z ljudmi z višjo izobrazbo, ki ne letijo z nizskocenovnimi prevozniki in bolje plačanimi delovnimi mesti ter seveda več pobranih davkovMcDonnell Douglas MD-81 Inex-Adria Aviopromet 1981
- manjše izseljevanje domačega visoko izobraženega kadra: kader, ki dela v tujini zaradi dobrih povezav se tedenskega vračanja v domovino
- lažja krepitev diplomacije v prisotnih državah
- kvalitetna delovna mesta in kader: nacionalni prevoznik na pram zasebnim družbam privlači najkvalitetnejši kader, ki zaradi tega ostane v domovini
- nacionalni prevoznik leti celo leto tudi izven sezone, ko ostale družbe ne letijo dobra povezljivost celotno leto tudi pozimi
- vzdrževanje ključne državne infrastrukture: tudi v manj ugodnih časih predvsem sekundarna letališča (Maribor, Cerklje)
- država koristi prevoznika za lastne potrebe: kupovanje poslovnih kart države pomaga prevozniku, ni sporno pred konkurenco ki tega ne nudi. država vedno koristi svojega prevoznika za prevoze vojske, državnih uslužbencev, tovora in vse čarterske prevoze
- boljši servis, dobre parkirne pozicije in bližina mest na letalih in boljše pozicije na letališču ter samo dobra letališča blizu mestnih središč
- možnost letenja posebnih linij v interesu države (Bruselj, Strasbourg, Rotterdam, Luxembourg, New York, Šanghaj, Peking)
- zagotavljanje povezljivosti državljanom z letalskimi središči - hubi (Istanbul, Amsterdam - Schiphol, Paris - Charles de Gaulle, Dubaj, Doha, Džida)
- zagotavljanje čarterskih letov državljanom na letovišča (Antalya, Izmir, Dalaman, Bodrum, Šarm el Šejk, Hurgada, Santorini, Larnaca, Malta, Ibiza, Menorca, Palma de Mallorca, Gran Canaria, Tenerife, Madeira, Fuerteventura, Agadir, Zelenortski otoki, Soči, Dalaman, Agadir)
- lasten šolski sitstem šolanja pilotov: šolski sistem usposabljanja prometnih pilotov, prevoznik ima svojo letalsko šolo in svoje simulatorje letenja
- zdravo okolje za razvoj nacionalnega letatlstva: lokalnih letalskih družb, letalskih šol in bogatejšega splošnega letalstva
- manj obremenjena cestna infrastruktura na kopenskih državnih mejah
- posredni pozitivni vplivi različnih kultur kadetov: tuji bogati kadeti šolani v šoli nacionalnega prevoznika postanejo vplivni investitorji in vlagajo v državo kjer so bili šolani
- večja kvaliteta življenja svojih državljanov: državljani imajo možnost potovanja z zrakoplovom pod svojo nacionalno zastavo in se obnašati v sklado z nacionalno kulturo na nacionalnih zrakoplovih
- prevoz svojih deportiranih državljanov nazaj v matično domovino in zagotovitev humanih razmer
- možnost zračne evakuacije svojih državljanov: iz kriznih območjih v primeru vojn, naravnih katastrof, epidemij
- dejavnost, ki bogati civilno družbo: letalstvo spada med elitne dejavnosti, ki nase veže veliko ljudi, ki svoje delo opravljajo z navdušenjem in širijo letalsko kulturo

### Slabosti
- tipično neto izguba družbe in potreba po državnem sofinanciranju
- draga izobrazba pilotov in vzdrževanje delovnih mest
- vzdržujejo se ne ekonomske linije, ki so politično oz. socialno pomembne
- manjša letala pod 100 sedežev (CRJ900, Dash 8, ATR 72 ipd) v EU niso več konkurenčna; min. 120–150 sedežev (A319, A220)
- visoki stroški zamud in nadomestil potnikom (nizkocenovniki tega nimajo)
- višje cene vozovnic zaradi večjih stroškov poslovanja
- globalna konkurenca tujih in nizskocenovnih prevoznikov s katerimi se težko kosajo
- odločanje ni tržno ampak vezano na politiko
- rigidnost in počasna prilagoditev trgu, slabše digitalno trženje

## Primerjava nacionalnih prevoznikov
| Prevoznik               | Država/ zastava           | št. preb. milij. | Status       | Rezultat | med- celinski leti | št. letal | desti-nacij | flota                                                                      | št. zaposlen. (v 1000) | št. pot. milij. |
| ----------------------- | ------------------------- | ---------------- | ------------ | -------- | ------------------ | --------- | ----------- | -------------------------------------------------------------------------- | ---------------------- | --------------- |
| Adria Airways           | Slovenija                 | 2,2              | Bankrot 2019 | izguba   | ne                 | 14        | 22          | Airbus 319, 320 CRJ 900                                                    | 0,6                    | 1,2             |
| Croatia Airlines        | Hrvaška                   | 3,8              | Aktiven      | izguba   | ne                 | 15        | 31          | Airbus 319, 320 Dash 8,                                                    | 1                      | 2,1             |
| Air Serbia              | Srbija                    | 6,6              | Aktiven      | dobiček  | da                 | 34        | 81          | Embraer 195, Airbus 319, 320 Airbus 330                                    | 1,5                    | 4,5             |
| Montenegro Airlines     | Črna gora                 | 0,6              | Bankrot 2020 | izguba   | ne                 | 5         | 21          | Embraer 195                                                                | 0,4                    | 0,65            |
| Scandinavian Airlines   | Danska, Norveška, Švedska | 11               | Aktiven      | izguba   | da                 | 135       | 125         | Airbus 319, 320 Airbus 330, Airbus 350                                     | 8                      | 30              |
| Brussels Airlines       | Belgija                   | 11               | Aktiven      | izguba   | da                 | 45        | 92          | Airbus 319, 320 Airbus 330                                                 | 4                      | 8,3             |
| ITA Airways             | Italija                   | 59               | Aktiven      | izguba   | da                 | 98        | 74          | Airbus 220, Airbus 319, 320, 321 Airbus 330 Airbus 350                     | 4,8                    | 18              |
| Luxair                  | Luksenburg                | 0,7              | Aktiven      | izguba   | ne                 | 21        | 95          | Dash 8, Embraer E195, Boeing 737                                           | 3                      | 2               |
| KLM                     | Nizozemska                | 18               | Aktiven      | izguba   | da                 | 116       | 164         | Airbus 320, 321 Airbus 330, Aribus 350, Boeing 737, Boeing 777, Boeing 787 | 36                     | 34              |
| Cyprus Airways          | Ciper                     | 0,9              | Stečaj 2015  | izguba   | da                 | 14        | 13          | Airbus 319, 320, 321 Airbus 330                                            | 1,5                    | 1,3             |
| Libyan Airlines         | Libija                    | 7                | Aktiven      | izguba   | da                 | 14        | 22          | Airbus 320, 321 Airbus 330                                                 | 0,8                    | 1               |
| Icelandair              | Islandija                 | 0,4              | Aktiven      | dobiček  | da                 | 42        | 60          | Airbus 321, Boeing 737                                                     | 3,8                    | 4,4             |
| Gulf Air                | Bahrajn                   | 0,7              | Aktiven      | izguba   | da                 | 42        | 51          | Airbus 320, 321 Boeing 787                                                 | 4                      | 5               |
| Cabo Verde Airlines     | Zelenortski otoki         | 0,6              | Aktiven      | dobiečk  | ne                 | 2         | 9           | Boeing 737                                                                 | 2                      | 0,15            |
| Copa Airlines           | Panama                    | 4,3              | Aktiven      | dobiček  | ne                 | 103       | 85          | Boeing 737                                                                 | 10                     | 15              |
| Georgian Airways        | Gruzija                   | 3,7              | Aktiven      | izguba   | da                 | 8         | 16          | Boeing 737, Boeing 767, Boeing 777                                         | 0,3                    | 0,6             |
| MIAT Mongolian Airlines | Mongolija                 | 3                | Aktiven      | izguba   | da                 | 9         | 21          | Boeing 737, Boeing 767, Boieng 787                                         | 1,5                    | 0,9             |
| Tunisair                | Tunizija                  | 12               | Aktiven      | dobiček  | da                 | 30        | 44          | Airbus 319,320, Airbus 330                                                 | 3,7                    | 3,8             |
| Fiji Airways            | Fidži                     | 0,9              | Aktiven      | dobiček  | da                 | 14        | 27          | Airbus 330, Airbus 350                                                     | 1,2                    | 1,7             |
| Air Mauritius           | Mavricij                  | 1,2              | Aktiven      | dobiček  | da                 | 12        | 14          | Airbus 330, Airbus 350                                                     | 2                      | 1,7             |
| Air Namibia             | Namibija                  | 3                | Stečaj 2021  | izguba   | da                 | 10        | 18          | Airbus 319, Airbus 330                                                     | 1                      | 0,6             |
| Air Albania             | Albanija                  | 2,7              | Aktiven      | izguba   | ne                 | 3         | 13          | Airbus 320                                                                 | 0,3                    | 0,25            |
| Air Baltic              | Latvija                   | 1,8              | Aktiven      | dobiček  | da                 | 50        | 87          | Airbus 220                                                                 | 2,8                    | 5               |

nacionalne letalske družbe so lahko znane kot take tudi zaradi zakonov, ki zahtevajo, da letala ali ladje izobesijo državno zastavo države, v kateri so registrirane . 

## Ozadje
Izraz "nacionalni letalski prevoznik" je zapuščina zgodnjih dni komercialnega letalstva, ko so vlade prevzele pobudo z ustanavljanjem državnih letalskih družb zaradi visokih kapitalskih stroškov njihovega delovanja. Vendar pa niso bile vse takšne letalske družbe v velikih državah v državni lasti; Pan Am, TWA, Cathay Pacific, Union de Transports Aériens so bile v zasebni lasti, vendar so veljale za nacionalne letalske prevoznike , saj so bile "glavna nacionalna letalska družba"  in pogosto znak prisotnosti njihove države v tujini.   Vendar pri temu ne smemo pozabiti, da so bile to velike ekonomije, ki so imel dovolj velik notranji trg.
Strogo regulirana letalska industrija je pomenila tudi, da se o pravicah do letalstva pogosto pogajajo vlade, kar letalskim družbam preprečuje dostop do odprtega trga. Ti dvostranski sporazumi o zračnem prometu, določajo pravice, ki se dodelijo le lokalno registriranim letalskim prevoznikom, zaradi česar so nekatere vlade prisiljene, da ponovno vzpostavijo letalske prevoznike, da se izognejo slabšemu položaju v soočanju s tujo konkurenco. Nekatere države ustanovijo tudi nacionalne letalske prevoznike, kot sta izraelski El Al  ali libanonski Middle East Airlines  iz nacionalnih razlogov ali za pomoč gospodarstvu države, zlasti na področju turizma.  Takšen slab primer je Slovenija, kjer je država najprej svojega nacionalnega prevoznika prodala, potem pa se je ta iztrošil in bankrotiral. Male države so zelo odvisne od uvoza in poslovanja z osatlim svetom, hkrati pa nimajo dovolj velikega notranjega trga, da bi lahko prvoznik preživel in gledano globalno je edino smiselno subvincionirati nacionalnega prevoznika in zadržati BDP.
V mnogih primerih bi vlade neposredno pomagale pri rasti svojih letalskih prevoznikov, običajno s subvencijami in drugimi fiskalnimi spodbudami.   V primerjavi z zasebnimi letalskimi družbami, imajo lahko letalske družbe z zastavo države še vedno prednost, zlasti pri razdelitvi letalskih pravic lokalnim ali mednarodnim trgom. 
Proti koncu 20. stoletja so bile mnoge od teh letalskih družb korporatizirane kot javna podjetja ali državna podjetja, druge pa so bile popolnoma privatizirane in so v večini bankrotirala.  Tudi letalska industrija je bila postopoma deregulirana in liberalizirana , kar je omogočilo večjo svobodo zračnega prometa, zlasti v Združenih državah Amerike in Evropski uniji s podpisom sporazuma o odprtem nebu  . 

## Seznam nacionalnih letalskih prevoznikov[18]
Spodnja tabela navaja letalske družbe, ki veljajo za "nacionalne letalske družbe" na podlagi trenutnega ali nekdanjega državnega lastništva ali druge preverljive oznake kot nacionalne letalske družbe.
| Država | Družba | Ustanovljena | Lastništvo | Nekdanje lastništvo |
| ------ | ------ | ------------ | ---------- | ------------------- |
|        |        |              |            |                     |

1. ↑  Wilhelm Pompl, Markus R. Schuckert, Claudia Möller (2003). Zur Differenzierung der Geschäftsmodelle im Personenluftverkehr: Die Full Service Network Carrier. Tourismus Journal. str. 457–467.{{navedi knjigo}}:  Vzdrževanje CS1: več imen: seznam avtorjev (povezava)
2. ↑  »Farewell to the flag«. APT. 2019. Pridobljeno 24. junija 2025.
3. ↑  Morris, Hugh (17. marec 2019). »The slow death of the flag carrier: Could state-owned airlines become a thing of the past?«. The Telegraph (v britanski angleščini). Arhivirano iz prvotnega spletišča dne 12. januarja 2022. Malaysia is the latest nation to see its flag carrier – a label that in times gone by indicated a government-owned airline, and one that embodied a country's national identity – teeter on the brink.
4. ↑  »Why Do National Airlines Still Exist?«. 2018. Pridobljeno 24. junija 2025.
5. ↑  »flag carrier definition«. Businessdictionary.com. Arhivirano iz prvotnega spletišča dne 23. oktobra 2013. Pridobljeno 22. maja 2009.
6. ↑  Paul Stephen Dempsey (1991). »Airline Management; Strategies for the 21st Century«. Coast Aire Publication. str. 299.
7. ↑  »flag airline definition«. [MacMillan Dictionary]. Arhivirano iz prvotnega spletišča dne 7. julija 2012. Pridobljeno 9. decembra 2012.
8. ↑  Henry Ladd Smith (1991). »Airways Abroad; The Story of American World Air Routes«. Smithsonian History of Aviation Series.
9. ↑  Sampson, Anthony (1984). »Empires of the Sky; The Politics, Contests and Cartels of World Airlines«. Hodder and Stoughton.
10. ↑  Sherman, Arnold (1972). »To the Skies: The El Al Story«. Bantam Books.
11. ↑  Sampson, Anthony (1984). »Empires of the Sky; The Politics, Contests and Cartels of World Airlines«. Hodder and Stoughton. str. 82.
12. ↑  Tim Pat Coogan (2002). »Wherever Green Is Worn: The Story of the Irish Diaspora«. Palgrave Macmillan. str. 265.
13. ↑  David Warnock-Smith and Peter Morrel (2008). »Air transport liberalisation and traffic growth in tourism-dependent economies: A case-history of some US-Caribbean markets«. Journal of Air Transport Management 14. str. 230.
14. ↑  R.E.G. Davies (1987). »Rebels and Reformers of the Airways«. Airlife England. str. 250–254.
15. ↑  M. Staniland (2003). »Government birds: air transport and the state in Western Europe«. Rowman & Littlefield Publishers. str. 68.
16. ↑  Tai Hoon Oum and A.J. Taylor (1995). »Emerging Patterns in Intercontinental Air Linkages and Implications for International Route Allocation Policy«. Transportation Journal, Vol. 34, No. 4 (SUMMER 1995). str. 5–27.
17. ↑  »Open Skies Partners«. [U.S. State Department]. Pridobljeno 6. decembra 2012.
18. ↑  »List of Government-owned and Privatized Airlines« (PDF). ICAO. 2008. Arhivirano iz prvotnega spletišča (PDF) dne 7. junija 2015. Pridobljeno 24. junija 2025.
19. Dron, Alan (27. maj 2016). »Aegean 1Q losses widen as it invests in capacity«. Air Transport World. Arhivirano iz prvotnega spletišča dne 28. maja 2016. Greek flag carrier Aegean Airlines recorded a net loss of €21.5 million ($24 million) for 1Q 2016, widened from a €8.3 million net loss for the year-ago quarter.
20. Kaminski-Morrow, David (15. januar 2015). »Aeroflot commits to another 20 Superjets«. Flightglobal. London. Arhivirano iz prvotnega spletišča dne 15. januarja 2015. Russian flag-carrier Aeroflot has agreed to take another 20 Sukhoi Superjet 100s, under a tentative agreement with the airframer.
21. »Aeroflot profits up on regional airlines turnaround«. Reuters. Moscow. 2. december 2013. Arhivirano iz prvotnega spletišča dne 2. junija 2014.
22. Broderick, Sean (7. marec 2018). »Aeromexico set to put first MAX into service«. Air Transport World. Arhivirano iz prvotnega spletišča dne 7. marca 2018.
23. Reals, Kerry (18. december 2018). »Aer Lingus to bring back short-haul premium service with A321neo LR«. Air Transport World. Arhivirano iz prvotnega spletišča dne 2. januarja 2019.
24. »Africa's Air Djibouti continues re-fleeting«. Air Transport World. 11. avgust 2016. Arhivirano iz prvotnega spletišča dne 13. avgusta 2016. African flag carrier Air Djibouti has taken delivery of its first Boeing 737 as it prepares to launch commercial operations.
25. Blachly, Linda (13. marec 2015). »Aircraft & Engines-13 March 2015«. Air Transport World. Arhivirano iz prvotnega spletišča dne 14. marca 2015. Israeli flag carrier El Al received its 50th aircraft, a Next-Generation 737-900ER.
26. »Air Algerie to spend $762 million upgrading its fleet«. Middle East Online. 14. december 2013. Arhivirano iz prvotnega spletišča dne 25. junija 2014.
27. Hofmann, Kurt (11. april 2014). »Air Astana eyes Paris and Prague services after EU lifts safety ban«. Air Transport World. Arhivirano iz prvotnega spletišča dne 11. aprila 2014. Air Astana is a joint venture between Kazakhstan's national wealth fund Samruk Kazyna and BAE Systems, with respective shares of 51% and 49%.
28. Hofmann, Kurt (28. avgust 2018). »Air Astana reports strong 1H traffic on 8% capacity increase«. Air Transport World. Arhivirano iz prvotnega spletišča dne 13. septembra 2018.
29. Blachly, Linda (20. april 2018). »Aircraft Briefs-20 April 2018«. Air Transport World. Arhivirano iz prvotnega spletišča dne 24. aprila 2018. Drukair, the flag carrier of Eastern Himalayan Kingdom of Bhutan, has signed a purchase agreement for one Airbus A320neo to support its growth plans and complement its existing fleet of three A319s.
30. Blachly, Linda (4. januar 2017). »Aircraft Briefs-4 Jan. 2017«. Air Transport World. Arhivirano iz prvotnega spletišča dne 7. januarja 2017. Boeing delivered the 500th 787 Dreamliner, a 787-8 to Colombia flag carrier Avianca, during the week of Dec. 22, 2016.
31. Blachly, Linda (31. julij 2015). »Aircraft News-31 July 2015«. Air Transport World. Arhivirano iz prvotnega spletišča dne 1. avgusta 2015. The Canadian flag carrier took delivery of its first Dreamliner in May 2014 and will receive a total of 29 new 787-9s by 2019, in addition to eight 787-8 aircraft already in operation.
32. Blachly, Linda (25. april 2018). »Aircraft, Engine & Leasing Briefs-25 April 2018«. Air Transport World. Arhivirano iz prvotnega spletišča dne 29. aprila 2018. Avmax leased one Bombardier Dash 8-Q315 to Air Niugini, the National Airline of Papua New Guinea.
33. Dron, Alan (3. januar 2019). »Air Botswana receives first of two Embraer E170s«. Air Transport World. Arhivirano iz prvotnega spletišča dne 8. januarja 2019.
34. Kaminski-Morrow, David (7. januar 2016). »Air China to take six more 777-300ERs«. Flightglobal. Arhivirano iz prvotnega spletišča dne 4. marca 2016. Chinese flag-carrier Air China has reached an agreement to acquire six Boeing 777-300ERs.
35. Schofield, Adrian (19. december 2018). »Air Kiribati to boost fleet, connectivity with Embraer E-Jets order«. Air Transport World. Arhivirano iz prvotnega spletišča dne 3. januarja 2019.
36. »Air Macau takes encouraging steps to support the Macau market as "resort" tourism balloons«. Centre for Aviation. 3. januar 2013. Arhivirano iz prvotnega spletišča dne 6. januarja 2013. Pridobljeno 4. januarja 2013.
37. Schofield, Adrian (9. april 2018). »Air New Zealand boosts network to replace Virgin Australia alliance«. Air Transport World. Arhivirano iz prvotnega spletišča dne 30. aprila 2018. The New Zealand flag carrier will launch two new routes to Australia and will add frequencies elsewhere, boosting capacity by 15% in the Australia-New Zealand market.
38. Ah-Hi, Elizabeth (21. november 2017). »Air of confidence about Samoa's new flag carrier«. Samoa Observer.
39. Hofmann, Kurt (26. julij 2017). »Air Partner remarkets 15 Saudia Boeing 777-200ERs«. Air Transport World. Arhivirano iz prvotnega spletišča dne 27. julija 2017.
40. Blachly, Linda (20. junij 2017). »Air Senegal signs for two ATR 72-600s«. Air Transport World. Arhivirano iz prvotnega spletišča dne 24. junija 2017. Air Senegal, the new Senegalese national airline, has signed a firm contract for two ATR 72-600s at the Paris Air Show.
41. Dron, Alan (3. marec 2015). »Air Serbia records first full-year profit in 2014«. Air Transport World. Arhivirano iz prvotnega spletišča dne 3. marca 2015. The government of Serbia retains a 51% majority stake.
42. Dron, Alan (5. maj 2016). »Air Serbia's 2015 net profit up 44%«. Air Transport World. Arhivirano iz prvotnega spletišča dne 6. maja 2016. The Serbia flag carrier said the full-year results were achieved on the back of "significant growth" in passenger numbers, which increased 11% to 2.55 million year-over-year (YOY).
43. »Air Seychelles looks to ride Chinese boom & grow in tandem with part-owner Etihad – Australia next?«. Centre for Aviation. 29. marec 2013. Arhivirano iz prvotnega spletišča dne 11. novembra 2013.
44. »Air Tahiti Nui plans metal neutral alliance with Air France and partners as losses continue to mount«. Centre for Aviation. 31. maj 2013. Arhivirano iz prvotnega spletišča dne 17. junija 2013. But most of all the flag carrier will need to get its financial situation under control.
45. Blachly, Linda (1. maj 2015). »Airline News-1 May 2015«. Air Transport World. Arhivirano iz prvotnega spletišča dne 1. maja 2015. Air Greenland has joined the European Regions Airline Association (ERA), bringing the number of airlines in membership to 53. The flag carrier of Greenland is the third airline to join ERA this year.
46. »Argentina: Aerolineas Argentinas faces a tough turnaround with government's new liberal mindset«. CAPA Centre for Aviation. 19. september 2016. Arhivirano iz prvotnega spletišča dne 22. septembra 2016. At the same time, Argentina's state-owned flag carrier Aerolineas Argentinas is attempting to transition to a more commercially minded airline after years of bleeding cash and being propped by the former Argentinian government.
47. Hofmann, Kurt (8. avgust 2017). »Austrian Airlines completes Embraer E195 deliveries«. Air Transport World. Arhivirano iz prvotnega spletišča dne 8. avgusta 2017.
48. Dron, Alan (30. april 2018). »Azerbaijan Airlines steps up Saudi links«. Air Transport World. Arhivirano iz prvotnega spletišča dne 30. aprila 2018.
49. Blachly, Linda (17. junij 2015). »Bahamasair orders five ATR -600 aircraft«. Air Transport World. Arhivirano iz prvotnega spletišča dne 17. junija 2015. Bahamasair, the national flag carrier of Bahamas, has placed a firm order for two 70- seat ATR 72-600s and three 50-seat ATR 42-600s.
50. »Belarus aims to privatise Belavia in 2013, with Russian carriers the most likely suitors«. Centre for Aviation. 10. maj 2012. Arhivirano iz prvotnega spletišča dne 12. maja 2012.
51. Borodina, Polina (26. junij 2014). »Belavia orders three Boeing 737-800s«. Air Transport World. Arhivirano iz prvotnega spletišča dne 27. junija 2014. This is the first direct purchase of Boeing aircraft for the Belarus flag carrier.
52. »Boliviana de Aviacion set to expand as re-launch of Aerosur is unlikely due to government roadblocks«. Centre for Aviation. 30. junij 2012. Arhivirano iz prvotnega spletišča dne 9. julija 2012. Pridobljeno 29. junija 2012. Even though BoA now has a monopoly on domestic trunk routes, it is unlikely the government owned carrier will abuse its new dominant position.
53. »Bombardier to sell eight Q400 NextGen aircraft to Palma Holding«. Reuters. 18. november 2013. Arhivirano iz prvotnega spletišča dne 20. junija 2014. Bombardier also said Ivory Coast's national airline, Air Cote d'Ivoire, has agreed to buy two Q400 NextGen aircraft.
54. Dron, Alan (1. september 2017). »Brisbane named second Qantas 787-9 base«. Air Transport World. Arhivirano iz prvotnega spletišča dne 2. septembra 2017.
55. Moores, Victoria (22. maj 2017). »Brussels Airlines to buy seven Airbus A330ceos«. Air Transport World. Arhivirano iz prvotnega spletišča dne 22. maja 2017. Belgian flag carrier Brussels Airlines has decided to replace seven of its 10 Airbus A330s, but is sticking with A330ceos for its fleet renewal and long-haul expansion.
56. Jarvis, Howard (4. maj 2022). »Brussels blesses €1.9mn state aid for Romania's Tarom«. ch-aviation. ch-aviation GmbH. Arhivirano iz spletišča dne 15. januarja 2024. Pridobljeno 15. januarja 2024.
57. »Air China Interim Report 2017« (PDF). Air China. 15. september 2017. Arhivirano iz prvotnega spletišča (PDF) dne 7. oktobra 2017.
58. »CEO: Pakistan International Airlines wet-leases three SriLankan A330s«. Air Transport World. 29. julij 2016. Arhivirano iz prvotnega spletišča dne 1. avgusta 2016. According to the Pakistan flag carrier, the A330s will be used primarily for a 6X-weekly premier service to London Heathrow, which is being launched Aug. 14.
59. Schofield, Adrian (19. oktober 2018). »Cho: Korean Air deciding on new widebody orders«. Air Transport World. Arhivirano iz prvotnega spletišča dne 1. novembra 2018.
60. »Congo Airways to make international debut in mid-4Q«. ch-aviation GmbH. 5. avgust 2016. Arhivirano iz prvotnega spletišča dne 3. septembra 2016. Effective November 1, the state-owned national carrier of the Democratic Republic of Congo (DRC) plans to operate a multiple-weekly service between Kinshasa N'Djili and Johannesburg O.R. Tambo, South Africa using A320-200 equipment.
61. Dron, Alan (30. april 2018). »Croatia again seeks airline partner«. Air Transport World. Arhivirano iz prvotnega spletišča dne 30. aprila 2018. This is the third time in the past five years that the small central European state has tried to find a way of divesting itself of a controlling interest in the national carrier.
62. »Croatia Airlines: could its network attract a bidder?«. Centre for Aviation. 29. avgust 2013. Arhivirano iz prvotnega spletišča dne 18. septembra 2013.
63. Dron, Alan (8. november 2015). »Dubai Air Show: airBaltic takes lead on Bombardier CS300«. Air Transport World. Arhivirano iz prvotnega spletišča dne 10. novembra 2015. Latvian national carrier airBaltic will be the launch customer for the CS300 version of Bombardier's CSeries, the manufacturer announced at the Dubai Air Show Nov. 8.
64. »Egyptair contracts Sabre to help implement transformation plan«. Air Transport World. 19. december 2014. Arhivirano iz prvotnega spletišča dne 20. decembra 2014. The state-owned carrier is initiating a major transformation strategy to increase revenues, develop new revenue streams by June 2016 and improve efficiencies.
65. »Egyptair plans further restructuring as losses mount. But outlook may brighten as Egypt stabilises«. Centre for Aviation. 15. junij 2014. Arhivirano iz prvotnega spletišča dne 24. junija 2014.
66. »Emirates and Dnata now under ICD | GulfNews.com«. archive.ph. 3. januar 2013. Arhivirano iz prvotnega spletišča dne 3. januarja 2013. Pridobljeno 7. decembra 2019.
67. Moores, Victoria (29. avgust 2018). »Ethiopian Airlines finalizes deal for new Chad JV carrier«. Air Transport World. Arhivirano iz prvotnega spletišča dne 13. septembra 2018.
68. Hilka Birns, Hilka Birns (19. marec 2024). »Ethiopian Airlines sets eyes on CEIBA Intercontinental«. www.ch-aviation.com. Arhivirano iz spletišča dne 20. marca 2024. Pridobljeno 20. marca 2024.
69. Hofmann, Kurt (7. marec 2016). »Ethiopian Airlines, RwandAir eye strategic partnership«. Air Transport World. Arhivirano iz prvotnega spletišča dne 12. marca 2016.
70. Shaw-Smith, Peter. »Etihad 'Slightly Ahead' in Plan to Return to Profitability«. Aviation International News (v angleščini). Pridobljeno 7. decembra 2019.
71. »Etihad Suspends Flights To Damascus«. Airwise News. Reuters. 30. avgust 2012. Arhivirano iz prvotnega spletišča dne 3. septembra 2012. Pridobljeno 9. oktobra 2012. The website of the UAE's other flag carrier, Emirates, says flights to Damascus remain operational.
72. Dron, Alan (17. junij 2016). »Etihad, Avianca Brasil ink new codeshare«. Air Transport World. Arhivirano iz prvotnega spletišča dne 17. junija 2016. United Arab Emirates (UAE) flag carrier Etihad Airways has signed a codeshare agreement with Avianca Brasil in the Abu Dhabi-based carrier's latest move to increase its penetration in the South American market.
73. »EU To Impose Ban On Afghan Planes«. Airwise News. 22. november 2010. Arhivirano iz prvotnega spletišča dne 24. maja 2013. Kabul-based Safi is the country's No. 2 airline after national carrier Ariana Afghan Airlines.
74. Torr, Jeremy (16. september 2015). »Fiji Airways introduces additional Hong Kong route«. Air Transport World. Arhivirano iz prvotnega spletišča dne 17. septembra 2015. Flag carrier Fiji Airways will increase flight frequencies on its Fiji (Nadi International)-Hong Kong International route from Oct. 25.
75. »Fiji Airways' new MD Stefan Pichler sets his sights on the next five years for the rebranded airline«. Centre for Aviation. 19. september 2013. Arhivirano iz prvotnega spletišča dne 1. novembra 2013.
76. Dron, Alan (29. marec 2018). »Finnair brings in capacity support«. Air Transport World. Arhivirano iz prvotnega spletišča dne 7. aprila 2018.
77. »First direct Brazil flight to take off in July«. Cuba Standard. 29. junij 2013. Arhivirano iz prvotnega spletišča dne 18. januarja 2018. Flag carrier Cubana de Aviación is resuming direct flights to Brazil with a Havana-São Paulo route on July 10, the tourism ministry said in a press release.
78. Moores, Victoria (20. december 2017). »First seats from Boeing partner LIFT enter service«. Air Transport World. Arhivirano iz prvotnega spletišča dne 2. januarja 2018. LOT Polish Airlines has become the launch customer for aircraft seating newcomer LIFT by EnCore, with the company's first product entering service on the Polish flag carrier's Boeing 737 MAXs.
79. »flyafrica.com and fastjet give Zimbabwe its first taste of LCCs with local start-up«. Centre for Aviation. 2. julij 2014. Arhivirano iz prvotnega spletišča dne 2. julija 2014. Government-owned flag carrier Air Zimbabwe currently operates only two international routes although it has been trying for some time to resume more international services.
80. Torr, Jeremy (2. junij 2015). »Garuda Indonesia may be forced to change Amsterdam service«. Air Transport World. Arhivirano iz prvotnega spletišča dne 5. junija 2015. Indonesian flag carrier Garuda Indonesia may be forced to add a stopover to its recently introduced Jakarta-Amsterdam nonstop service as a result of runway certification problems at Soekarno-Hatta International Airport in Jakarta.
81. »Gov't considers Bahamasair withdrawal from local market«. ch-aviation GmbH. 2. junij 2017. Arhivirano iz prvotnega spletišča dne 10. septembra 2023.
82. »Guernsey States' ownership of Aurigny 'essential'«. BBC News. 20. november 2012. Arhivirano iz prvotnega spletišča dne 18. oktobra 2014.
83. Dron, Alan (6. april 2018). »Gulf Air reveals new branding, prepares for first 787«. Air Transport World. Arhivirano iz prvotnega spletišča dne 13. aprila 2018.
84. »Hahn Air's new partner Aurigny now available in 190 markets« (tiskovna objava). Hahn Air. 8. oktober 2014. Arhivirano iz prvotnega spletišča dne 18. oktobra 2014.
85. »Honiara forgives $2mn Solomons' debt«. ch-aviation GmbH. 31. julij 2023. Arhivirano iz prvotnega spletišča dne 16. septembra 2023.
86. Flottau, Jens (4. maj 2018). »IAG reports strong 1Q as passenger revenues improve«. Air Transport World. Arhivirano iz prvotnega spletišča dne 5. maja 2018. UK flag carrier British Airways (BA) continued to be the most profitable unit, with a 9.9% operating margin, followed by Iberia (1%).
87. Hofmann, Kurt (24. avgust 2018). »Iberia increases frequencies to six Latin American destinations«. Air Transport World. Arhivirano iz prvotnega spletišča dne 25. avgusta 2018.
88. Dron, Alan (6. junij 2014). »Icelandair faces indefinite strike action«. Air Transport World. Arhivirano iz prvotnega spletišča dne 6. junija 2014. The threat of a potentially lengthy strike hung over Iceland's national airline, Icelandair, on Friday after the company's mechanics announced plans for industrial action.
89. Montag-Girmes, Polina (16. november 2016). »International airlines increase capacity, frequencies to Russia«. Air Transport World. Arhivirano iz prvotnega spletišča dne 17. decembra 2016. The Thailand flag carrier ceased Moscow operations in March 2015 because of weak demand.
90. Dron, Alan (10. marec 2017). »Iran Air takes first Airbus widebody from major order«. Air Transport World. Arhivirano iz prvotnega spletišča dne 10. marca 2017. The aircraft was handed over to the Iranian flag carrier at Airbus's final assembly line site at Toulouse, France on March 10.
91. Dron, Alan (30. marec 2017). »Island carrier Atlantic Airways seeks new revenue stream«. Air Transport World. Arhivirano iz prvotnega spletišča dne 31. marca 2017. Faroese national carrier Atlantic Airways anticipates a move into the ACMI market as it attempts to offset the effect of new competition on its primary route.
92. Schofield, Adrian (27. april 2018). »JAL reports 17.5% net profit drop on deferred taxes«. Air Transport World. Arhivirano iz prvotnega spletišča dne 5. maja 2018. The Japan flag carrier expects its net profit to slip to ¥110 billion in the fiscal year through March 2019.
93. Rivers, Martin (12. marec 2013). »Kenya Airways adds flights to Livingstone, Zambia«. London: Flightglobal. Arhivirano iz prvotnega spletišča dne 24. marca 2013. Livingstone will become the Kenyan flag carrier's second Zambian destination, alongside capital city Lusaka.
94. Hofmann, Kurt (13. maj 2016). »KLM expands long-haul network«. Air Transport World. Arhivirano iz prvotnega spletišča dne 14. maja 2016. The Dutch flag carrier also added a twice-weekly Amsterdam-Salt Lake City service on May 5, becoming 3X-weekly from July 4.
95. »Kuwait Airways and Iraqi Airways face brighter future following settlement of long-running dispute«. Centre for Aviation. 1. november 2012. Arhivirano iz prvotnega spletišča dne 23. februarja 2013. Pridobljeno 1. novembra 2012.
96. »Kuwait Airways names new CEO«. Air Transport World. 16. maj 2017. Arhivirano iz prvotnega spletišča dne 17. maja 2017. The state-owned carrier, which had been in the doldrums for much of the 1990s and 2000s, is undergoing a major re-fleeting exercise.
97. Dron, Alan (7. april 2017). »Kuwait Airways prepares for Amadeus switchover«. Air Transport World. Arhivirano iz prvotnega spletišča dne 8. aprila 2017. Kuwaiti national carrier Kuwait Airways is to complete switching over its booking, ticketing and reservations system to the Amadeus Altéa Suite of products within the next six months.
98. Popovic, Vanja (12. januar 2024). »LAM and Boeing disagree on Mozambican airline's debt«. www.ch-aviation.com. ch-aviation GmbH. Arhivirano iz spletišča dne 14. januarja 2024. Pridobljeno 14. januarja 2024.
99. Torr, Jeremy (9. januar 2015). »Lao Airlines plans route expansion«. Air Transport World. Arhivirano iz prvotnega spletišča dne 10. januarja 2015. Lao Airlines, the national carrier of Laos, will add a new route to its 19-destination network across the landlocked Southeast Asian country.
100. »Laos aviation market poised for more rapid growth after doubling in size in only 15 months«. Centre for Aviation. 8. januar 2013. Arhivirano iz prvotnega spletišča dne 12. februarja 2013.
101. »Libyan Airlines Takes Delivery of its First Airbus A330«. The Tripoli Post. 29. junij 2013. Arhivirano iz prvotnega spletišča dne 20. julija 2013. Libya's national carrier and state-owned Libyan Airlines has taken delivery of its first Airbus A330-200, a 259-seater plane that will be used on the carrier's longer-haul routes.
102. »Libya's economy recovers as airlines restore networks post-revolution«. Centre for Aviation. 10. december 2012. Arhivirano iz prvotnega spletišča dne 18. februarja 2013. The country's two state-owned airlines, Libyan Air and Afriqiyah Airlines, which both suffered extensive damage to aircraft, resumed operations late 2011 and are gradually reestablishing their pre-war networks as aircraft return to service.
103. Hofmann, Kurt (25. oktober 2018). »LOT cancels flights, fires workers as week-long crew strike continues«. Air Transport World. Arhivirano iz prvotnega spletišča dne 12. novembra 2018.
104. Kaminski-Morrow, David (4. oktober 2013). »Lufthansa cuts back A380 order«. Flightglobal. London. Arhivirano iz prvotnega spletišča dne 29. junija 2014. German flag-carrier Lufthansa appears to have cancelled orders for three Airbus A380s.
105. Blachly, Linda (17. september 2014). »Lufthansa Group orders 15 A320neos for SWISS subsidiary«. Air Transport World. Arhivirano iz prvotnega spletišča dne 17. septembra 2014. SWISS, the national airline of Switzerland, has a fleet of A319s, A320s, A321s, A330s and A340s.
106. Dron, Alan (3. avgust 2018). »Luxair to increase frequencies and destinations«. Air Transport World. Arhivirano iz prvotnega spletišča dne 2. septembra 2018.
107. »Madagascar Airlines obtains own AOC, OL«. ch-aviation GmbH. 19. april 2023. Arhivirano iz prvotnega spletišča dne 24. septembra 2023.
108. »Malaysia Airlines pursues rapid expansion but yields and profits are under pressure«. Centre for Aviation. 21. november 2013. Arhivirano iz prvotnega spletišča dne 31. decembra 2013. The flag carrier hopes it can eventually improve yields across both cabins, leveraging the improvements in its product and new membership in oneworld.
109. Blachly, Linda (9. avgust 2016). »Mauritania Airlines finalizes Boeing 737-800 order«. Air Transport World. Arhivirano iz prvotnega spletišča dne 13. avgusta 2016. The Mauritanian flag carrier operates a fleet that includes one Boeing 737-700NG and two 737-500s.
110. »Mauritania Airlines resumes B737 MAX 8 operations«. www.ch-aviation.com. 18. december 2023. Arhivirano iz spletišča dne 18. decembra 2023. Pridobljeno 18. decembra 2023.
111. Torr, Jeremy (27. april 2016). »Mauritius bids for key Asia-Africa transit hub status«. Air Transport World. Arhivirano iz prvotnega spletišča dne 30. aprila 2016. In March 2016, the island's flag carrier Air Mauritius said it would move its Southeast Asian hub from Kuala Lumpur, Malaysia to Singapore's Changi.
112. Kaminski-Morrow, David (21. oktober 2019). »MEA advances Airbus deliveries schedule«. Flightglobal. Arhivirano iz spletišča dne 21. maja 2020.
113. Blachly, Linda (3. april 2017). »MIAT Mongolian Airlines to lease two Boeing 737 MAXs«. Air Transport World. Arhivirano iz prvotnega spletišča dne 13. aprila 2017. The Mongolian flag carrier is expected to operate the 737 MAX aircraft on existing routes to South Korea, China, Japan, Russia, Germany and future new routes.
114. Dron, Alan (28. julij 2014). »Middle Eastern carriers drop routes«. Air Transport World. Arhivirano iz prvotnega spletišča dne 29. julija 2014.
115. Kaminski-Morrow, David (19. april 2011). »Mozambique is latest state to face EU blacklist ban«. London: Flightglobal. Arhivirano iz prvotnega spletišča dne 28. julija 2013. All carriers from Mozambique, including flag-carrier LAM, are being placed on the European Union's blacklist of airlines, in addition to a pair of Boeing 767s operating for Air Madagascar.
116. Torr, Jeremy (5. avgust 2015). »Myanmar Airlines continues fleet upgrade«. Air Transport World. Arhivirano iz prvotnega spletišča dne 7. avgusta 2015. Myanmar flag carrier Myanmar National Airlines has taken delivery of the first of six ATR 72-600s as part of a $296 million order for the regional turboprop aircraft.
117. Blachly, Linda (16. julij 2014). »Myanmar Airways inks deal for up to 12 ATR 72-600s«. Air Transport World. Arhivirano iz prvotnega spletišča dne 16. julija 2014.
118. »Nauru Airlines begins new chapter with new brand & rapid growth despite world's smallest home market«. CAPA Centre for Aviation. Arhivirano iz prvotnega spletišča dne 10. septembra 2014.
119. Hofmann, Kurt (13. april 2018). »Nepal Airlines' first A330 will expand international network«. Air Transport World. Arhivirano iz prvotnega spletišča dne 19. aprila 2018.
120. »New Cameroon national carrier Camair-Co fails to reach first year targets, but continues to grow«. Centre for Aviation. 30. april 2012. Arhivirano iz prvotnega spletišča dne 2. maja 2012.
121. Dron, Alan (18. september 2018). »New national carrier for Albania launched«. Air Transport World. Arhivirano iz prvotnega spletišča dne 19. septembra 2018.
122. Dron, Alan (4. april 2018). »New SriLankan board to push through restructuring«. Air Transport World. Arhivirano iz prvotnega spletišča dne 6. aprila 2018.
123. Paylor, Anne (25. november 2013). »New Zealand government cuts stake in Air New Zealand to 53%«. Air Transport World. Arhivirano iz prvotnega spletišča dne 9. decembra 2013.
124. »Oman Air reports record passengers, but also record losses«. Centre for Aviation. 19. april 2012. Arhivirano iz prvotnega spletišča dne 4. oktobra 2012. Pridobljeno 25. septembra 2012. Since the Oman Government took majority ownership in early 2007, the airline has lost a staggering OMR295 million (USD766.9 million).
125. Dron, Alan (10. april 2018). »Omani flag carrier names new CCO«. Air Transport World. Arhivirano iz prvotnega spletišča dne 13. aprila 2018.
126. Torr, Jeremy (7. avgust 2015). »Pakistan International Airlines privatization plans delayed to 2016«. Air Transport World. Arhivirano iz prvotnega spletišča dne 7. avgusta 2015.
127. Torr, Jeremy (11. avgust 2015). »Philippine Airlines to open new LAX service«. Air Transport World. Arhivirano iz prvotnega spletišča dne 15. avgusta 2015. Filipino flag carrier Philippine Airlines (PAL) plans to launch Cebu-Los Angeles (LAX) service from March 2016.
128. Rivers, Martin (20. december 2012). »PICTURE: Afriqiyah Airways unveils new livery«. London: Flightglobal. Arhivirano iz prvotnega spletišča dne 30. decembra 2012. Pridobljeno 20. decembra 2012. Libyan flag carrier Afriqiyah Airways unveiled its new livery at an event in the Rixos Al Nasr Hotel, Tripoli on 19 December.
129. Moores, Victoria (15. maj 2018). »Pilot strike forces Brussels Airlines to cancel 75% of flights«. Air Transport World. Arhivirano iz prvotnega spletišča dne 16. maja 2018. Lufthansa took full control of Brussels Airlines through its parent SN Airholding in late 2016 and replaced top management Feb. 5, as the group revamps the airline to be more closely integrated with Lufthansa Group's Eurowings low-fare division.
130. Thisdell, Dan (14. avgust 2015). »Plane paint: Top 10 Indian liveries«. London: Flightglobal. Arhivirano iz prvotnega spletišča dne 15. avgusta 2015. With 102 aircraft in service, the state-owned flag carrier is still a big beast, but with just 11 on order it looks set to slip down the fleet size table.
131. Dron, Alan (29. november 2018). »Qatar Airways to increase service to Iran«. Air Transport World. Arhivirano iz prvotnega spletišča dne 20. decembra 2018.
132. Nensel, Mark (18. julij 2018). »Revived Uganda flag carrier orders CRJ900s, A330neos«. Air Transport World. Arhivirano iz prvotnega spletišča dne 18. julija 2018.
133. Clark, Oliver (24. april 2016). »ROUTES: Air Nostrum still keen on Latin American growth post-Sol«. Kraków: Flightglobal. Arhivirano iz prvotnega spletišča dne 21. avgusta 2016. BoA Regional, a new joint venture in Paraguay with Bolivia's national carrier Boliviana de Aviacion, is "going well" and the airline is busy "developing new routes and working on new traffic rights to Brazil", says Oliver.
134. Dron, Alan (1. februar 2019). »Royal Air Maroc sees fleet, hub growth ahead of oneworld membership«. Air Transport World. Arhivirano iz prvotnega spletišča dne 4. februarja 2019.
135. Hofmann, Kurt (20. avgust 2018). »Royal Air Maroc, pilot union reach agreement to end dispute«. Air Transport World. Arhivirano iz prvotnega spletišča dne 20. avgusta 2018.
136. »Royal Brunei Airlines takes another step forward as it becomes first 787 operator in Southeast Asia«. Centre for Aviation. 19. junij 2013. Arhivirano iz prvotnega spletišča dne 24. junija 2013.
137. Schofield, Adrian (14. november 2017). »Samoan government says state airline must be self-sufficient«. Air Transport World. The government of Samoa said the South Pacific country's state-owned airline must remain financially self-sufficient, as it relaunches international services. Samoa Airways began scheduled services with a flight to Auckland, New Zealand, on Nov. 14, and also will offer service to Australia.
138. »SAS aims to capture a larger share of the thriving Scandinavian leisure market«. Centre for Aviation. 27. avgust 2012. Arhivirano iz prvotnega spletišča dne 22. oktobra 2016.
139. Thisdell, Dan (6. februar 2015). »Shrinking Jumbos: Top Ten 747-400 fleets still in service«. Flightglobal. London. Arhivirano iz prvotnega spletišča dne 7. februarja 2015. For the Hong Kong flag carrier, retiring 747-400s are being replaced largely by 777-300ERs.
140. »"Sierra Leone unveils new privately owned airline"«. 13. oktober 2024. Pridobljeno 26. aprila 2025.
141. Morrison, Murdo (28. november 2014). »SOLDIERING ON: 10 veteran airliner types still in service«. Flightglobal. London. Flight International. Arhivirano iz prvotnega spletišča dne 30. novembra 2014. If sightings of the Ilyushin Il-18, a Cold War era Russian large turboprop that first flew in 1957 and had its heyday in the 1960s, are fairly scarce these days – with 11 examples in service – ticking off the one example flown by Air Koryo must rank high on any planespotter's wishlist. North Korean travel agencies offer trips to enthusiasts to fly on aircraft belonging to the flag-carrier, described by one unkind journalist as the "world's only one-star airline".
142. »Singapore Airlines in $20 million government-led tourism push«. Air Transport World. 2. julij 2015. Arhivirano iz prvotnega spletišča dne 1. avgusta 2015. Singapore flag carrier Singapore Airlines (SIA) plans to participate in a $20 million government-led initiative to promote inbound travel to Singapore.
143. Torr, Jeremy (9. junij 2016). »Solomon Airlines to resume services following grounding«. Air Transport World. Arhivirano iz prvotnega spletišča dne 12. junija 2016. Pacific island flag carrier Solomon Airlines will resume services following a grounding of its fleet over a payment dispute with its main funding partner, the Solomon Islands government.
144. Dron, Alan (5. december 2018). »South African Airways clarifies recovery plan funding«. Air Transport World. Arhivirano iz prvotnega spletišča dne 7. decembra 2018.
145. Dron, Alan (27. oktober 2017). »South African Airways to receive financial support«. Air Transport World. Arhivirano iz prvotnega spletišča dne 27. oktobra 2017.
146. »Status quo for Caribbean Airlines – chaos surrounds the would-be flag carrier of the region«. Centre for Aviation. 21. april 2014. Arhivirano iz prvotnega spletišča dne 21. aprila 2014. The board of beleaguered carrier Caribbean Airlines, the national airline of Trinidad and Tobago, has reportedly undertaken an evaluation of the airline's routes as its long-haul operation to London continues to underperform.
147. »Sudan Dreams Big With New Airports«. Airwise News. Reuters. 31. oktober 2012. Arhivirano iz prvotnega spletišča dne 6. novembra 2012. Pridobljeno 6. decembra 2012. State-owned carrier Sudan Airways, known for its delays, has lost out to new carriers offering better service.
148. Blachly, Linda (6. oktober 2014). »Taiwan's China Airlines takes delivery of first Boeing 777-300ER«. Air Transport World. Arhivirano iz prvotnega spletišča dne 6. oktobra 2014. Taiwanese flag carrier China Airlines has taken delivery of its first of 10 Boeing 777-300ERs.
149. »China Airlines«. China Aviation Development Foundation. 5. november 2018. Arhivirano iz spletišča dne 17. marca 2023. Pridobljeno 17. marca 2023. the government of the Republic of China still holds an indirect but majority shareholding.
150. »TAAG Angola Airways boosts capacity, justifying Angola's investment in airport infrastructure«. CAPA Centre for Aviation. 22. julij 2013. Arhivirano iz prvotnega spletišča dne 6. oktobra 2014. The investment is beginning to pay dividends with flag carrier TAAG Angola Airlines increasing capacity by nearly 40% in the past year.
151. Hofmann, Kurt (6. maj 2016). »TAAG Angola Airlines' new 777-300ER to fly on Portugal route«. Air Transport World. Arhivirano iz prvotnega spletišča dne 6. maja 2016. The Angolan government is the majority shareholder in TAAG.
152. Hofmann, Kurt (4. februar 2019). »TAP reports 11.3% traffic growth on African routes in 2018«. Air Transport World. Arhivirano iz prvotnega spletišča dne 5. februarja 2019.
153. »Tunisair's sluggish attitude towards change makes it ill-prepared for Open Skies«. Centre for Aviation. 21. avgust 2012. Arhivirano iz prvotnega spletišča dne 4. oktobra 2012. Pridobljeno 4. decembra 2012. As a majority state-owned airline in North Africa, Tunisair has retained most of the flag carrier privileges that are cemented in the 1944 Chicago Convention, but those protectionist practices run counter to the present realities of passengers wanting choice and low fares.
154. Hofmann, Kurt (12. maj 2015). »Turkish Airlines swings to net profit in 1Q«. Air Transport World. Arhivirano iz prvotnega spletišča dne 13. maja 2015. The Istanbul-based flag carrier flies to 45 domestic and 226 international destinations in 109 countries and operates 274 aircraft, comprising 62 widebody, 202 narrowbody and 10 cargo aircraft.
155. »Turkmenistan Airlines finalises B777-300ER purchase«. ch-aviation GmbH. 4. september 2023. Arhivirano iz prvotnega spletišča dne 9. septembra 2023. The aircraft will be the first B777-300ERs in Turkmenistan Airlines' fleet, although the state-owned carrier already operates four B777-200(LR)s.
156. Borodina, Polina (26. marec 2014). »Turkmenistan Airlines receives first Boeing 777-200LR«. Air Transport World. Arhivirano iz prvotnega spletišča dne 26. marca 2014. The flag carrier of Turkmenistan operates scheduled flights on 15 routes in 11 European and Asian countries including Frankfurt, London, Moscow, Beijing and Istanbul.
157. Dron, Alan (23. februar 2018). »UK restores Bangladesh cargo link, with caveats«. Air Transport World. Arhivirano iz prvotnega spletišča dne 2. marca 2018. Bangladesh Biman, the national carrier, was the sole airline that handled direct cargo flights to the UK.
158. »Ukraine International to double international network as Aerosvit restructures«. Centre for Aviation. 14. januar 2013. Arhivirano iz prvotnega spletišča dne 22. januarja 2013. While a relatively large country (both in land mass and population – it has about 45 million people), the Ukrainian market (like many other markets in Eastern Europe) cannot easily sustain two large flag carriers, particularly as low-cost competition continues to increase.
159. Nensel, Mark (9. avgust 2018). »United, Avianca and Copa consider joint business agreement«. Air Transport World. Arhivirano iz prvotnega spletišča dne 30. avgusta 2018.
160. Montag-Girmes, Polina (31. avgust 2016). »Uzbekistan Airways takes first Boeing 787«. Air Transport World. Arhivirano iz prvotnega spletišča dne 3. septembra 2016. The flag carrier of the Republic of Uzbekistan has trained 18 pilots and two pilot-instructors for the new aircraft type.
161. »Vanilla Islands carriers Air Seychelles and Air Austral make capacity cuts«. Centre for Aviation. 20. december 2011. Arhivirano iz prvotnega spletišča dne 5. maja 2012. Pridobljeno 10. maja 2012. ...La Reunion's national carrier, Air Austral, is planning to take a similar approach to some destinations in its long-haul network.
162. Schofield, Adrian (13. april 2018). »Vietnam Airlines continues to dominate international market«. Air Transport World. Arhivirano iz prvotnega spletišča dne 19. aprila 2018.
163. Dron, Alan (30. marec 2015). »Yemenia suspends services«. Air Transport World. Arhivirano iz prvotnega spletišča dne 31. marca 2015. The Yemen national carrier said it was suspending flight operations "until further notice due to the prevalent unfavorable operational situation and restriction imposed on Yemen airspace".
164. »Zambia Airways re-registers its B737«. ch-aviation GmbH. 26. oktober 2023. Arhivirano iz prvotnega spletišča dne 27. oktobra 2023.
165. »Air Algerie Eyeing African Tie-Ups – CEO«. Airwise News. 29. april 2008. Arhivirano iz prvotnega spletišča dne 24. maja 2013. Algeria's national airline Air Algerie is considering tie-ups...
166. »Accelerating Change in the 1990s«. Qantas. 31. marec 2002. Arhivirano iz prvotnega spletišča dne 22. januarja 2014. Pridobljeno 16. avgusta 2013.
167. »AUA-Verkauf besiegelt: Kranich soll Flügel verleihen«. Diepresse.com. 31. marec 2010. Arhivirano iz prvotnega spletišča dne 16. decembra 2008. Pridobljeno 16. avgusta 2013.
168. »Archived copy«. Arhivirano iz prvotnega spletišča dne 23. decembra 2015. Pridobljeno 22. decembra 2015.{{navedi splet}}:  Vzdrževanje CS1: arhivirana kopija kot naslov (povezava)
169. »Bulgaria Air strengthens its European network with new E-Jets, but cost reduction is also essential«. 4. junij 2012. Arhivirano iz prvotnega spletišča dne 18. junija 2012. Pridobljeno 15. junija 2012. As the national carrier of Bulgaria, Bulgaria Air is based at Sofia Airport and operates scheduled services, ad hoc charter services and business jet transportation.
170. »Cambodia launches national carrier with Vietnam's help«. Manila Bulletin. Reuters. 28. julij 2009. Arhivirano iz prvotnega spletišča dne 3. aprila 2012. Pridobljeno 16. julija 2012.
171. »Air Canada Timeline«. CBC News. 20. junij 2005. Arhivirano iz prvotnega spletišča dne 19. maja 2013.
172. »Cayman Airways – Our History«. Arhivirano iz prvotnega spletišča dne 27. marca 2014. Pridobljeno 4. avgusta 2012.
173. »BOC Aviation to lease one new A320-200 to LAN«. Air Transport World. 3. december 2010. Pridobljeno 14. februarja 2012. This deal marks the second time that BOC has worked with Chile's flag carrier.
174. »LATAM Kicks Off Regular Flights, Announces Johannesburg«. Airways News. 5. maj 2016. Arhivirano iz prvotnega spletišča dne 9. maja 2016. Pridobljeno 11. maja 2016.
175. »History«. LAN Cargo. Pridobljeno 1. junija 2014.
176. »Gulf Air«. Mumtalakat (v ameriški angleščini). Arhivirano iz prvotnega spletišča dne 9. julija 2019. Pridobljeno 7. decembra 2019.
177. Air China Transfers Ownership from State-owned to Shareholding. Beijing:Sino-Cast, 7 October 2004, reprinted in Highbeam Business. Retrieved on 1 July 2011. Arhivirano 31 October 2013 na Wayback Machine.
178. »Ethiopian Airlines Fact Sheet« (PDF). Ethiopian Airlines. Marec 2017. Arhivirano iz prvotnega spletišča (PDF) dne 9. aprila 2017.
179. »Finnair«. Finnairgroup.com. Arhivirano iz prvotnega spletišča dne 22. oktobra 2013. Pridobljeno 16. avgusta 2013.
180. Buyck, Cathy (18. oktober 2011). »Air France KLM Group CEO resigns; Spinetta and Van Wijk return«. Air Transport World. Arhivirano iz prvotnega spletišča dne 16. junija 2012. Pridobljeno 14. februarja 2012. The two men masterminded Europe's first merger between two flag carriers in 2004.
181. »Air Tahiti Nui – Corporal Profile«. Arhivirano iz prvotnega spletišča dne 31. oktobra 2013.
182. Blüthmann, Heinz (13. maj 1994). »Neue Freiheit«. Die Zeit (v nemščini). Arhivirano iz prvotnega spletišča dne 21. oktobra 2013. Pridobljeno 21. oktobra 2013.
183. »German Cabinet Backs Selling Lufthansa«. The New York Times. 15. januar 1997. Arhivirano iz prvotnega spletišča dne 13. novembra 2013.
184. Chabrol, Denis (16. januar 2016). »Republic Bank, Caribbean Airlines involved in Guyana's jubilee celebration«. demerarawaves.com.
185. »Irish Independent: Key dates in Aer Lingus history«. 26. januar 2015. Pridobljeno 2. novembra 2015.
186. »AER LINGUS GRP Share Price Chart«. Yahoo! Finance UK & Ireland. Pridobljeno 2. novembra 2015.
187. »Macquarie AirFinance Delivers 737-800 to Caribbean Airlines« (PDF). Arhivirano iz prvotnega spletišča (PDF) dne 7. avgusta 2020. Pridobljeno 9. aprila 2016.
188. »Iran Air Seeks Share Sale to Grow Amid Sanctions, Chairman Says«. Bloomberg News. 29. julij 2010. Arhivirano iz prvotnega spletišča dne 6. novembra 2012.
189. »Investor Relations 2013«. El Al.
190. »Government now largest shareholder of Kenya Airways«. Sunday Nation. 7. junij 2012. Arhivirano iz prvotnega spletišča dne 8. junija 2012. Pridobljeno 2. avgusta 2012.
191. »New investor completes airBaltic buy-in«. Pridobljeno 24. maja 2016.
192. »About Luxair Group – Shareholders«. luxairgroup.lu. Luxair Group. Pridobljeno 31. januarja 2016.
193. Mkandawire, Lucky (19. februar 2014). »Passengers express pride as Malawian Airlines inaugurates J'burg flight«. Nyasa Times. Arhivirano iz prvotnega spletišča dne 23. februarja 2014. Pridobljeno 1. marca 2014.
194. »Selected Portfolio of Companies«. Khazanah Nasional. Arhivirano iz prvotnega spletišča dne 18. decembra 2019. Pridobljeno 11. februarja 2018.[mrtva povezava]
195. »MIAT Mongolian Airlines«. Miat.com. Arhivirano iz prvotnega spletišča dne 25. junija 2014. Pridobljeno 16. avgusta 2013.
196. »Air Koryo«. Arhivirano iz prvotnega spletišča dne 15. oktobra 2009. Pridobljeno 31. avgusta 2011.
197. »UPDATE 2-Singapore Air Q1 net profit beats f'cast«. Reuters. 26. julij 2010. Arhivirano iz prvotnega spletišča dne 2. avgusta 2010. Pridobljeno 6. avgusta 2010.
198. »Member Airline Korean Air«. SkyTeam. Arhivirano iz prvotnega spletišča dne 4. junija 2014. Pridobljeno 16. avgusta 2013.
199. »SriLankan Airlines buys back 43.6 pc stake from Emirates«. The Economic Times. 7. junij 2010. Arhivirano iz prvotnega spletišča dne 12. julija 2012. Pridobljeno 20. novembra 2011.
200. Pilling, Mark (24. december 2008). »Putting Surinam on the map«. Flightglobal.com. Airline Business. Arhivirano iz prvotnega spletišča dne 9. oktobra 2012. Pridobljeno 21. julija 2012. The country's flag carrier is Surinam Airways, a small airline with ambitions to carve out a profitable niche connecting this former Dutch colony with the world.
201. Kuipers, Ank (20. julij 2012). »Suriname state oil company considers share offering«. Reuters. Arhivirano iz prvotnega spletišča dne 1. novembra 2013. Pridobljeno 21. julija 2012. Suriname is also considering selling shares in telecommunications firm Telesur and Surinam Airways, which are state owned, and bank Hakrinbank, which is partly owned by the government.
202. »Caribbean Airlines: News/PR«. Arhivirano iz prvotnega spletišča dne 11. januarja 2012.
203. »Lufthansa Group Corporate Structure«. Lufthansa AG. Arhivirano iz prvotnega spletišča dne 8. septembra 2014. Pridobljeno 8. septembra 2014.
204. »Syrian Arab Airlines«. Arhivirano iz prvotnega spletišča dne 4. decembra 2013.
205. 公司治理成效. Arhivirano iz prvotnega spletišča dne 11. februarja 2013.
206. »Etihad Holds Roadshows To Finance Aircraft«. Airwise News. 23. februar 2012. Arhivirano iz prvotnega spletišča dne 24. maja 2013.
207. »Profile: British Airways«. BBC News. 20. september 2001. Arhivirano iz prvotnega spletišča dne 1. novembra 2013. In May the airline reported a sharp rise in profits and revealed that it was making more money from each customer than it has done since it was privatised in 1987.
208. »Thai Airways submits bankruptcy request court says«. Yahoo! Finance (v angleščini). 26. maj 2020. Pridobljeno 28. maja 2020.
209. »AraJet, línea aérea comercial local marca el fin de las altas tarifas«. 15. marec 2022. Arhivirano iz prvotnega spletišča dne 26. januarja 2023.